# ناحیه فاندریانا
ناحیه فاندریانا (انگلیسی: Fandriana District) یکی از بخش‌های ماداگاسکار است.